# Deutschland-Magazin
Das Deutschland-Magazin war das Monats-Magazin der  Deutschland-Stiftung e. V., ein den Unionsparteien nahestehender deutscher Verein. Von 2003 bis 2021 war das Deutschland-Magazin Publikationsorgan der rechtsextremen Partei Die Deutschen Konservativen.

## 1969 bis 2002
Die Deutschland-Stiftung gab zwischen 1969 und 2002 die Zeitschrift Deutschland-Magazin heraus. In der monatlich erscheinenden Publikation wurden ganz überwiegend politische Themen aus dezidiert konservativer und rechter Sicht behandelt.
Die publikative Zielsetzung war vordergründig vom Demokratiewillen im wirtschaftlich aufstrebenden und um internationale Anerkennung bemühten Nachkriegsdeutschland geprägt, während ihre politischen Ziele sich u. a. durch einen ausgeprägten Antikommunismus auszeichneten.
Das Magazin hatte für viele CSU- und CDU-Mitglieder die gleiche Bedeutung wie für SPD-Anhänger damals pointiert unionskritische Artikel im Spiegel oder der Zeit und war für die Leser eine Informations- und Argumentationsquelle für den Meinungskampf, zum Beispiel in der Auseinandersetzung um die Entspannungspolitik der Regierung Brandt/Scheel, die entschieden abgelehnt wurde. Während z. B. der Spiegel immer wieder über Affären von Franz Josef Strauß berichtete, enthielt die Nummer des Deutschland-Magazins vor der Wahl 1980 eine Widerlegung zu jeder einzelnen dieser Affären, die alle als haltlose Verleumdungen von Rudolf Augsteins Spiegel dargestellt wurden.
Chefredakteure der Vereinszeitschrift waren u. a. Elimar Schubbe, Hans-Jürgen Mahlitz, Ivan Denes und zuletzt Nadira Hurnaus.
Autoren waren u. a.: Klaus Hornung, Hans-Helmuth Knütter, Heinz Trettner

### Kritik
Mitglieder der Sozialdemokraten und der Grünen verwiesen häufig auf die NS-Vergangenheit von einigen Mitgliedern der Deutschland-Stiftung, insbesondere ihres Gründers und politischen Motors Kurt Ziesel. Zudem warfen sie Autoren des Deutschland-Magazins wie Hans Georg von Studnitz, Heinrich Jordis von Lohausen und Harald Moesli vor, auch in der Coburger Monatszeitschrift Nation Europa zu publizieren, die vom Verfassungsschutz wegen des Verdachtes rechtsextremer Bestrebungen beobachtet wurde.

## Seit 2003 bis 2021
Seit 2003 war das Deutschland-Magazin das Publikationsorgan der Partei Die Deutschen Konservativen. Die letzte auf der Webseite der "Deutschen Konservativen" verlinkte Ausgabe ist die Doppel-Ausgabe 85/86 - 2021.
Autoren waren: Ivan Denes (1928–2011), Winfried Pietrek (* 1932), Joachim Siegerist (1947–2023), Billy Six (* 1986)